# جامعة قشتالة والمنشف
جامعة قشتالة والمنشف (بالإسبانية: Universidad de Castilla-La Mancha)‏ هي جامعة حكومية إسبانية تقع في منطقة قشتالة والمنشف مع انتشار لحرمها الجامعي في البسيط وثيوداد ريال وقونكة وطليطلة. وأيضًا لديها العديد من المقرات في المعدن، تابعًا للحرم الجامعي في ثيوداد ريال وطلبيرة التابع للحرم الجامعي في طليطلة. وأُسِّسَت الجامعة في 30 يونيو عام 1982. ويعمل في الجامعة في الوقت الحالي قرابة 2386 أستاذًا جامعيًا و28264 طالبًا في المرحلة الجامعية و3196 في مرحلة الدراسات العليا، من بينهم 1097 مسجلين ببرنامج الدكتوراه. وتمتلك الجامعة مجمع تقني مخصص للدراسات البحثية والتطوير العلمي والثقافي للمؤسسة، إضافة إلى معهد التنمية الإقليمية القابع في منطقة الحكم الذاتي قشتالة والمنشف ذاتها.

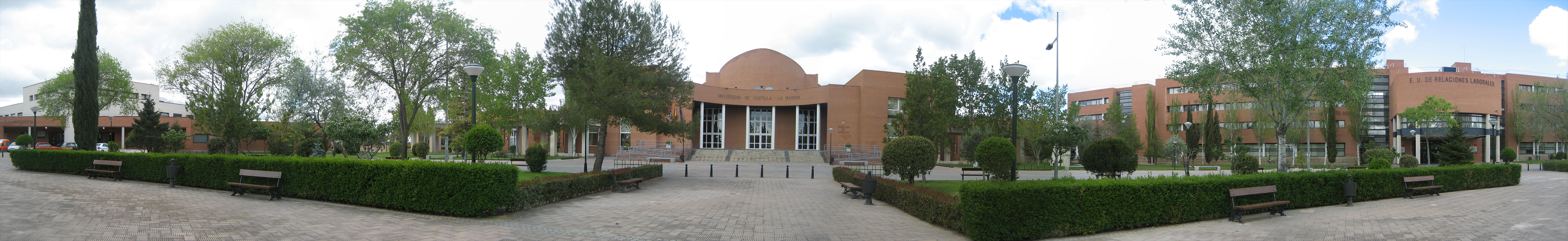